# Инцидент в Масленках
Инцидент в Масленках (латыш. Masļenku robežincidents) — пограничный советско-латвийский вооружённый конфликт, произошедший 15 июня 1940 года. В ходе внезапного нападения с советской стороны, пограничный латвийский кордон Масленки был уничтожен.

Подросток Волдемарс Пуриньш, получивший смертельное ранение

Сотрудниками НКВД СССР было убито 5 человек и взято в плен 37 (из которых 10 были пограничниками, а 27 гражданскими лицами). Позже все пленники были отпущены, кроме крестьянина Дмитрия Маслова, расстрелянного весной 1942 года по обвинению в шпионаже.
Нападение на Масленки является наиболее известным эпизодом из числа аналогичных нападений НКВД Советского Союза на пограничные объекты Латвийской Республики в Абренском уезде, совершённых в тот же день. Эти нападения явились серией провокаций для обострения и осложнения военно-политической обстановки перед аннексией и присоединением Латвии к СССР.

## Хронология

Фотография руин сгоревшего здания 2-го кордона 1-й роты 3-го батальона Абрене, опубликованная 23 июня 1941 года в газете «Тевия»

15 июня 1940 года в 3 часа ночи 26 сотрудников отряда НКВД под командованием лейтенанта Комиссарова тайно перешли границу Советского Союза и Латвии через реку Лжа и напали на кордон Масленки. Нападавших обнаружил пограничник Янис Мацитис, ставший первой жертвой. В ходе нападения здание охраны было сожжено, позднее в его развалинах были найдены обугленные тела пограничника и жены пограничника. Погибли ещё два латвийских пограничника (Карлис Бейзакс и Петерис Цимошка) и жена начальника кордона Хермине Пуриня. Её сын, 14-летний Волдемарс, был тяжело ранен и умер на следующий день. Один из пограничников был найден убитым со стороны спины в одном нижнем белье в 100 метрах за зданием охраны.
Увидев огонь на 2 посту, мальчик-пастух с мельницы Карели, Витолиньш, отправился сообщить об этом на 1-й пост. Оттуда поручик с двумя пограничниками бросились на помощь, но когда они прибыли на 2-й пост, были захвачены в плен и переправлены через границу вместе с другими. В дополнение к вышесказанному, поручик 4-го поста, который в 03:20 направился, чтобы проверить 3-й пост был также захвачен и переправлен через границу.
После осмотра места нападения, кроме других вещественных доказательств, в 150 метрах от здания обнаружили место, где были перерезаны телефонные провода и следы крови в направлении советской границы.
Всего в плен были взяты 2 начальника охраны, 9 пограничников, 27 гражданских лиц включая женщин и маленьких детей (в возрасте от одного до двух лет).
О произошедшем телефонировал капитан латвийской пограничной бригады капитан Холандерс, который в завершение отметил:
Наши пограничники не давали ни малейшего повода для вторжения Красной армии и силовых актов, и в целом не было никаких пограничных конфликтов с пограничниками СССР.

## Последствия
16 июня 1940 года было завершено сосредоточение войск СССР у границ Латвии и Эстонии. В 14:00 нарком иностранных дел СССР Вячеслав Молотов вручил этим странам ультиматумы с требованием формирования новых просоветских правительств и размещения дополнительных контингентов РККА в этих странах. На размышление Латвии дали 9 часов, а Эстонии 10 (до 23:00 и 24:00 соответственно).
Латвийский МИД попросил отложить на 10 часов назначенный на 17 июня ввод Красной армии, дабы советским войскам на дорогах не помешали жители, разъезжающиеся из Даугавпилса по окончании Латгальского праздника песни.
17 июня премьер-министр Латвии Карлис Улманис, выступил с обращением по радио, заявив: «Оставайтесь на своих местах, а я остаюсь на своём». Продолжал оставаться на посту президента и сотрудничал с новым просоветским правительством. Улманис сделал всё, чтобы латвийская армия даже не помышляла о сопротивлении.
20 июня в Латвии было создано новое правительство во главе с микробиологом Августом Кирхенштейном, которое организовало выборы в Народный Сейм. Победу на выборах одержал «Блок трудового народа». Подпись Улманиса значится под указом от 20 июня 1940 года о формировании правительства народного единства во главе с Августом Кирхенштейном.
Карлис Улманис оставался премьер-министром Латвии вплоть до выборов 15 и 16 июля 1940 года в Народный Сейм. Он был вынужден признать результаты выборов и передал власть Августу Кирхенштейну, после чего попросил у Сталина пожизненную пенсию. Впоследствии он сдал свои полномочия, 4 июля 1941 года был арестован и умер 20 сентября 1942 года в тюремной больнице города Красноводска.
21 июля на своём первом заседании Народный Сейм провозгласил советскую власть, сменил название государства на «Латвийская Советская Социалистическая Республика» и направил в Москву просьбу принять Латвийскую ССР в состав Союза Советских Социалистических Республик.
5 августа 1940 года Латвия вошла в состав СССР как одна из союзных республик.